# چارطاق
چارطاق (به ازبکی: Chortoq / Чортоқ) شهری در ولایت نمنگان کشور ازبکستان است که در سرشماری سال ۲۰۱۰ میلادی، ۵۳٬۰۰۳ نفر جمعیت داشته‌است.